# Санта Виторија д’Алба
Санта Виторија д’Алба (итал. Santa Vittoria d'Alba) је насеље у Италији у округу Кунео, региону Пијемонт.
Према процени из 2011. у насељу је живело 2.512 становника. Насеље се налази на надморској висини од 243 м.

## Становништво
Према резултатима пописа становништва 2011. у општини је живело 2.748 становника.
| 1931. | 1936. | 1951. | 1961. | 1971. | 1981. | 1991. | 2001. | 2011. |
| ----- | ----- | ----- | ----- | ----- | ----- | ----- | ----- | ----- |
| 1.566 | 1.490 | 1.521 | 1.648 | 1.809 | 1.979 | 2.403 | 2.512 | 2.748 |

## Партнерски градови
- Vers-Pont-du-Gard